# The Ranchman's Anniversary
The Ranchman's Anniversary è un cortometraggio muto del 1912 diretto da Arthur Mackley.

## Produzione
Il film fu prodotto dall'Essanay Film Manufacturing Company. Venne girato a Niles, in California.

## Distribuzione
Distribuito dalla General Film Company, il film uscì nelle sale cinematografiche USA il 7 novembre 1912.